# Chapelle Saint-Quentin de Galey
La chapelle Saint-Quentin de Galey également appelée chapelle Saint-Quintin de Galey, est un édifice religieux catholique située à Galey, dans le département de l'Ariège, en France.

## Localisation
À 781 m d'altitude, avec cimetière attenant, elle se situe à l'est du village à l'issue du carraou de Castech.

## Histoire
Bâtie sur une possession des Templiers, son origine est datée aux XVe – XVIe siècle.
La chapelle est inscrite à l'inventaire des monuments historiques par arrêté du 19 janvier 1998.

## Description
Un clocher-mur à trois arcades pour une cloche la caractérise.

### Intérieur
Le retable de 15 tableaux représente des scènes de la passion de Jésus-Christ, saint Roch (2e registre (au milieu), 5e tableau à droite), et saint Quentin (3e registre (en bas), 3e tableau au centre, et du 4e au 5e à droite, le martyre de saint Quentin).

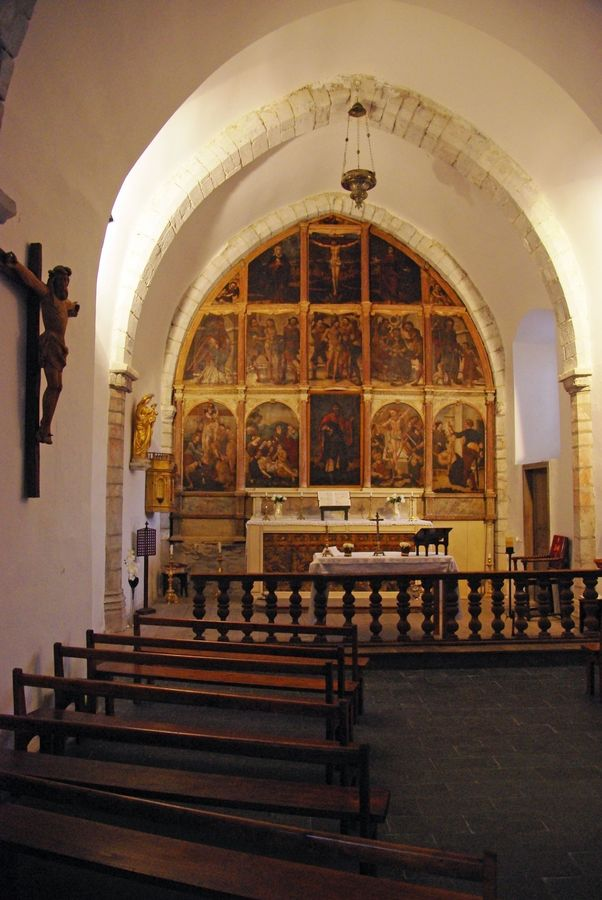
Le chœur et son retable de 15 tableaux, classé M.H.
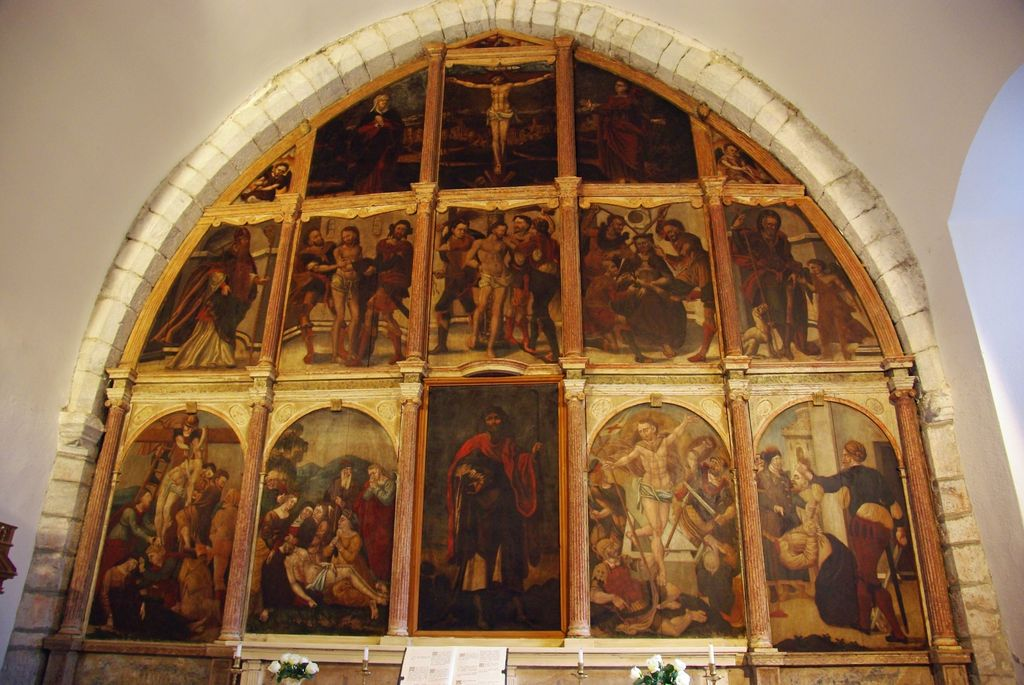
Retable de 15 tableaux.

### Mobilier
Le retable et les 15 tableaux des scènes de la passion de Jésus-Christ sont classés au titre objet des monuments historiques depuis 1909.
D'autres objets sont inscrits dans la base Palissy (voir les notices liées).

## Conservation du patrimoine
L'obtention en 1999 d'un prix au concours national « Un patrimoine pour demain » organisé par Le Pèlerin magazine a notamment permis la restauration du retable en 2000.
L'association Galey Patrimoine veille sur le patrimoine architectural et mobilier de la commune et mobilise des moyens pour son entretien.